# Rugby Americas North Sevens Femenino 2022 (Bahamas)
El Rugby Americas North Sevens Femenino de 2022 fue la decimosexta edición del torneo de rugby 7 de la confederación norteamericana.
Se disputó entre el 23 y el 24 de abril en el Estadio Thomas Robinson de Nassau, Bahamas.
El torneo entregó un boleto a la Copa del Mundo de Rugby 7 de 2022. 

## Fase de grupos
| Equipo            | Encuentros | Encuentros | Encuentros | Encuentros | Tantos  | Tantos    | Tantos     | Puntos |
| Equipo            | jugados    | ganados    | empatados  | perdidos   | a favor | en contra | diferencia | Puntos |
| ----------------- | ---------- | ---------- | ---------- | ---------- | ------- | --------- | ---------- | ------ |
| Canadá            | 4          | 4          | 0          | 0          | 226     | 0         | +226       | 12     |
| México            | 4          | 3          | 0          | 1          | 108     | 55        | +53        | 10     |
| Jamaica           | 4          | 2          | 0          | 2          | 63      | 119       | -56        | 8      |
| Trinidad y Tobago | 4          | 1          | 0          | 3          | 32      | 93        | -61        | 6      |
| Islas Caimán      | 4          | 0          | 0          | 4          | 10      | 172       | -162       | 4      |

### Resultados
| 23 de abril | Canadá | 44 - 0 | Trinidad y Tobago |  |  |

| 23 de abril | México | 48 - 5 | Islas Caimán |  |  |

| 23 de abril | Jamaica | 27 - 10 | Trinidad y Tobago |  |  |

| 23 de abril | Canadá | 45 - 0 | México |  |  |

| 23 de abril | Canadá | 66 - 0 | Jamaica |  |  |

| 23 de abril | Islas Caimán | 0 - 22 | Trinidad y Tobago |  |  |

| 24 de abril | Jamaica | 31 - 5 | Islas Caimán |  |  |

| 24 de abril | México | 22 - 0 | Trinidad y Tobago |  |  |

| 24 de abril | Canadá | 71 - 0 | Islas Caimán |  |  |

| 24 de abril | México | 38 - 5 | Jamaica |  |  |

## Fase Final

### Tercer puesto
| 24 de abril | Jamaica | 17 - 17 | Trinidad y Tobago |  |  |

### Final
| 24 de abril | Canadá | 33 - 0 | México |  |  |

| Bandera de Canadá |
| Campeón Canadá    |
| Séptimo título    |